# Снєжногорськ (Мурманська область)
Снєжногорськ - місто в Мурманській області Росії. До 28 травня 2008 центр ЗАТО Снєжногорськ, нині входить до адміністративного округу Снєжногорськ міського округу ЗАТО Олександрівськ.
Населення - 12 514 чоловік.
Місто розташоване за 26 км від Мурманська, за 79 км по автомобільній трасі.
Територія, адміністративно підпорядкована місту, становить 2310 гектарів, площа забудови - 62 гектари. У місті 63 житлових будинки п'яти- або дев'ятиповерхової висотності .

## Історія
Населений пункт був заснований в 1970 році як селище В'ю́жний, за радянських часів називався також Мурманськ-60 . Основа економіки міста - судноремонтний завод «Нерпа», який займається ремонтом і утилізацією атомних підводних човнів. 

## Населення
Чисельність населення, що проживає на території населеного пункту, за даними Всеросійського перепису населення 2010 року становить 12683 особи, з них 6198 чоловіків (48,9%) і 6485 жінок (51,1%)  .

## Відомі люди
В Снєжногорську народився російський письменник Матюхін Олександр Олександрович.
В Снєжногорськ закінчила школу співачка Олена Ваєнга .

## Галерея
| - | Будинок-веселка | Вулиця в Снєжногорську | Панорама міста та околиць |